# Alzenberg (Berg)
Der Alzenberg (1100 m ü. NHN) ist ein Berg im Bayerischen Wald nordöstlich der Stadt Freyung im Annathaler Wald und liegt im Nationalpark Bayerischer Wald in circa zwei Kilometer Entfernung zur Grenze nach Tschechien. Er ist nahezu vollständig bewaldet.
Die nächste Siedlung ist der Ortsteil Mitterfirmiansreut der Gemeinde Philippsreut. Benachbarte Berge sind südlich der Almberg (1142 m) und in Tschechien nordöstlich der Strážný (1115 m).